# Potočari
Potočari (en serbio Donji Potočari, serbio cirílico Доњи Поточари) es una localidad de la República Srpska, del municipio de Srebrenica, en la parte oriental de Bosnia y Herzegovina, a 6 km al noroeste de la ciudad de Srebrenica. Según el censo, en 1991 había 4.338 habitantes, de los cuales el 93% eran bosnios y el 7% otros, principalmente serbios. 

## Período de la guerra
Durante la guerra de Bosnia el pueblo estaba en el enclave llamado "zona segura" de Srebrenica, y en él situaron su base los cascos azules enviados por la ONU para protegerlo. Al igual que otros lugares en el enclave su población aumentó, ya que acogió a refugiados de zonas vecinas de Bosnia. 
Cuando las fuerzas serbias invadieron el enclave en julio de 1995 se llevó a cabo la masacre de Srebrenica. 

## Período de posguerra
El Memorial del genocidio de Srebrenica y el cementerio se encuentran aquí. La mayor donación para la financiación del monumento y cementerio fue hecha por el gobierno de los Estados Unidos, y el monumento fue inaugurado por el expresidente Bill Clinton en 2003. Durante la conmemoración del 10º aniversario, otras 619 víctimas fueron enterradas. Actualmente hay más de 2.000 personas enterradas aquí. A medida que más cuerpos de las 8200 víctimas de la masacre son exhumados de las fosas comunes e identificados, es probable que sean enterrados aquí.